# ホレイショ・ウォルポール (第3代オーフォード伯爵)
第3代オーフォード伯爵ホレイショ・ウォルポール（英語: Horatio Walpole, 3rd Earl of Orford、1783年6月14日 – 1858年12月29日）は、イギリスの貴族、政治家、外交官。1809年から1822年までウォルポール卿の儀礼称号を使用した。

## 生涯
第2代オーフォード伯爵ホレイショ・ウォルポールとソフィア・チャーチル（1797年没、チャールズ・チャーチルの娘）の長男として、1783年6月14日に生まれた。1797年から1801年までイートン・カレッジで教育を受けた後、1801年11月9日にケンブリッジ大学トリニティ・カレッジに入学した。
1806年、叔父ジョージの伝手で外交畑の官職を得て、サンクトペテルブルク、ついでマドリードに赴任した後帰国して、1809年から1822年に爵位を継承するまでキングス・リン選挙区の庶民院議員を務めた。1810年初にワルヘレン戦役の大敗について調査を求める議案が提出されたときは野党側として投票（賛成票）したが、同年に一時重病になった後は与党に転じ、1811年6月から1812年10月には下級海軍卿を務めた。また、1812年6月と1813年5月にはカトリック解放に反対した。続いて外交使節としてサンクトペテルブルクに滞在したが、1815年に帰国した後は二度と外交職に就かなかった。
1822年6月15日に父が死去すると、オーフォード伯爵の爵位を継承した。
1858年12月29日に死去、長男ホレイショが爵位を継承した。

## 家族
1812年7月23日、メアリー・フォーケナー（Mary Fawkener、1860年2月4日没、ウィリアム・オーガスタス・フォーケナーの娘）と結婚、3男2女を儲けた。
- ホレイショ（英語版）（1813年 – 1894年） - 第4代オーフォード伯爵
- ヘンリー（1818年5月1日 – 1876年11月6日） - 1845年7月3日、セシリア・エリザベス・マコールスター（Cecilia Elizabeth Macallster）と結婚
- フレデリック（英語版）（1822年 – 1876年） - 庶民院議員。1852年2月12日にローラ・ソフィア・フランシス・ウォルポール（フランシス・ウォルポールの娘）と結婚、子供あり
- レイチェル（1854年6月21日没） - 1842年2月24日、第4代メクスバラ伯爵ジョン・サヴィル（英語版）と結婚、子供あり
- ドロシー・ファニー（英語版）（1826年 – 1913年） - 1847年12月2日、レジナルド・ヘンリー・ネヴィル（Reginald Henry Nevill）と結婚、子供あり